# 北海道警察北見方面本部
北海道警察北見方面本部（ほっかいどうけいさつきたみほうめんほんぶ、英語：Hokkaido Kitami Area Police Headquarters ）は、北海道警察の方面本部の一つである。
北海道の北東部に位置するオホーツク地方の全域を管轄し、北海道北見方面公安委員会の管理に服する。
公安委員会の下に本部を置く方式は都道府県警察と同様で、方面本部長の階級は警視長である。

## 所在地
北海道北見市青葉町6番1号
- 所在機関
  - 北海道北見方面公安委員会
  - 北海道北見方面北見警察署
  - 警察庁北海道情報通信部北見方面情報通信部
  - 自動車安全運転センター北見方面事務所（警察庁所管法人）

## 沿革
北海道開拓は、明治政府の開拓使により函館・札幌・根室を皮切りに始まった。当初は警察組織自体が存在せず、その後も開拓の度合いにより地域において警察署および分署の設置が行われて、その過程で方面本部という組織が設置された。
現在の北見方面管内においては、内務省の指揮監督に属した北海道庁警察部で1887年（明治20年）5月に置かれた網走警察署が最古と思われる。また、北見においては1913年（大正2年）5月に置かれた同署野付牛分署が最古と思われる。
- 1947年（昭和22年）12月　国家地方警察北海道本部北見方面本部を設置
  - 函館・倶知安・苫小牧・札幌・旭川・帯広・釧路・北見・稚内の9か所
  - 旧警察法施行前ではあったが、敗戦後の連合国軍最高指令官総司令部（GHQ）の意向が明白につき実施
- 1948年（昭和23年）3月　旧警察法の施行により国家地方警察および自治体警察が発足。方面本部も存置
- 1948年（昭和23年）6月　国家地方警察北海道方面本部設置規程の制定により、方面本部を5か所に再編
  - 函館・札幌・旭川・釧路・北見
- 1949年（昭和24年）1月　国家地方警察北海道本部を廃止、各方面本部を各府県本部と同格化
- 1954年（昭和29年）7月　警察法の施行により「北海道警察北見方面本部」に改称

## 組織
- 参事官
- 理事官
- 総務官
- 運転免許管理官
- 警務課
  - 留置管理官
- 会計課 - 次席
  - 監査室（室長 - 事務職員）
- 生活安全課 - 次席
  - 少年サポートセンター（所長 - 同課次席）
- 地域課 - 次席 - 小隊長 - 分隊長
  - 通信指令室
  - 鉄道警察隊（隊本部：ＪＲ北見駅構内／北見市）（隊長 - 同課次席）
  - 北見方面山岳遭難救助隊（隊長：地域課長）[7]
- 捜査課 - 次席
  - 検視官
- 鑑識課 - 次席
  - 科学捜査研究室（室長 - 技術職員） - （副室長 - 技術職員）
- 交通課 - 次席 - 中隊長 - 小隊長 - 分隊長
  - 交通反則通告センター（所長 - 同課課長）
  - 交通管制センター（所長 - 技術職員）
  - 北見運転免許試験場（北見市）
  - 交通機動隊（隊長 - 同課課長）
  - 高速道路交通警察隊[8]（隊長 - 同課課長）
    - 本隊（北見市）
    - 遠軽分駐所（紋別郡遠軽町）
- 警備課 - 次席
- 監察官室 - 監察官
- 北海道警察学校北見方面分校（校舎／北見市）

## 管轄する警察署
7警察署
- 北見警察署
- 遠軽警察署
- 網走警察署
- 美幌警察署
- 斜里警察署
- 紋別警察署
- 興部警察署